# Среднокаменна епоха
Среднокаменна епоха (или Мезолит, Mesolithikum; „Middle Stone Age“; древногръцки: μέσος, mesos – „среден“ и λίθος, líthos – „камък“) започва в Средна Европа около 9600 г. пр.н.е. Той е етап от човешката история и втори (среден) период от каменната ера.
Краят му е от около 5800 г. пр.н.е. в южна Средна Европа и от около 4300 г. пр.н.е. в Северно – Източноморската територия.[източник? (Поискан днес)]
Дели се на ранен и късен мезолит, според развитието на употребяваните миниатюрни каменни оръдия на труда (микролити (Mikrolith)):
- Ранен Мезолит (9000 – 7000 / 6500 г. пр.н.е.)
- Късен Мезолит (ок. 7000 / 6500 – 5500 / 4500 г. пр.н.е.)